# Liste der Baudenkmale in Hagenburg
In der Liste der Baudenkmale in Hagenburg sind die Baudenkmale der niedersächsischen Gemeinde Hagenburg aufgelistet. Die Quelle der Baudenkmale ist der Denkmalatlas Niedersachsen. Der Stand der Liste ist der 24. Mai 2020.

## Allgemein
In den Spalten befinden sich folgende Informationen:
- Lage: die Adresse des Baudenkmales und die geographischen Koordinaten. Kartenansicht, um Koordinaten zu setzen. In der Kartenansicht sind Baudenkmale ohne Koordinaten mit einem roten Marker dargestellt und können in der Karte gesetzt werden. Baudenkmale ohne Bild sind mit einem blauen Marker gekennzeichnet, Baudenkmale mit Bild mit einem grünen Marker.
- Bezeichnung: Bezeichnung des Baudenkmales
- Beschreibung: die Beschreibung des Baudenkmales. Unter § 3 Abs. 2 NDSchG werden Einzeldenkmale und unter § 3 Abs. 3 NDSchG Gruppen baulicher Anlagen und deren Bestandteile ausgewiesen.
- ID: die Objekt-ID des Baudenkmales
- Bild: ein Bild des Baudenkmales, ggf. zusätzlich mit einem Link zu weiteren Fotos des Baudenkmals im Medienarchiv Wikimedia Commons. Wenn man auf das Kamerasymbol klickt, können Fotos zu Baudenkmalen aus dieser Liste hochgeladen werden:

## Hagenburg
| Lage                                                        | Bezeichnung                                                               | Beschreibung                                            | ID       | Bild           |
| ----------------------------------------------------------- | ------------------------------------------------------------------------- | ------------------------------------------------------- | -------- | -------------- |
| Altenhäger Straße, Hagenburg 52° 26′ 7″ N, 9° 19′ 53″ O     | Kirche (Bauwerk)                                                          | Evangelische Pfarrkirche St. Nicolai                    | 36236956 | Weitere Bilder |
| Altenhäger Straße, Hagenburg 52° 26′ 8″ N, 9° 19′ 52″ O     | Gedenkstätte                                                              | Kriegerdenkmal von 1914/18                              | 36236978 |                |
| Altenhäger Straße, Hagenburg 52° 26′ 8″ N, 9° 19′ 53″ O     | Gedenkstätte                                                              | Kriegerdenkmal von 1870/71                              | 36237019 |                |
| Altenhäger Straße 75, Hagenburg 52° 26′ 19″ N, 9° 20′ 31″ O | Wohn-/Wirtschaftsgebäude                                                  |                                                         | 36237040 | BW             |
| Lange Straße 16, Hagenburg 52° 26′ 2″ N, 9° 19′ 28″ O       | Wohn-/Wirtschaftsgebäude                                                  |                                                         | 36237130 | BW             |
| Lange Straße 27, Hagenburg 52° 25′ 59″ N, 9° 19′ 23″ O      | Ratskeller                                                                |                                                         | 36237150 |                |
| Lange Straße 82, Hagenburg 52° 25′ 51″ N, 9° 19′ 0″ O       | Wohn-/Wirtschaftsgebäude                                                  |                                                         | 36237171 | BW             |
| Lange Straße 84, Hagenburg 52° 25′ 49″ N, 9° 18′ 57″ O      | Försterhaus                                                               |                                                         | 36237191 | BW             |
| Lange Straße 89, Hagenburg 52° 25′ 47″ N, 9° 18′ 58″ O      | Wohn-/Wirtschaftsgebäude                                                  |                                                         | 36237211 | BW             |
| Lange Straße 91, Hagenburg 52° 25′ 47″ N, 9° 18′ 57″ O      | Scheune                                                                   |                                                         | 36237110 | BW             |
| Schierstraße 8, Hagenburg 52° 25′ 55″ N, 9° 19′ 31″ O       | Wohn-/Wirtschaftsgebäude                                                  |                                                         | 36238683 | BW             |
| Schloßstraße, Hagenburg 52° 26′ 8″ N, 9° 19′ 9″ O           | Schloss Hagenburg Schloßstraße                                            | Baudenkmal-Gruppe                                       | 36216016 | Weitere Bilder |
| Schloßstraße 21, Hagenburg 52° 26′ 9″ N, 9° 19′ 11″ O       | Schloss (Bauwerk). (Baudenkmalgruppe: Schloss Hagenburg)                  | Schloss Hagenburg                                       | 36237231 |                |
| Schloßstraße, Hagenburg 52° 26′ 4″ N, 9° 19′ 3″ O           | Allee. (Baudenkmalgruppe: Schloss Hagenburg)                              |                                                         | 36238909 | BW             |
| Schloßstraße, Hagenburg 52° 26′ 7″ N, 9° 19′ 9″ O           | Park. (Baudenkmalgruppe: Schloss Hagenburg)                               |                                                         | 36238887 | BW             |
| Schloßstraße, Hagenburg 52° 26′ 20″ N, 9° 19′ 6″ O          | Kanal (Wasserstraße). (Baudenkmalgruppe: Schloss Hagenburg)               | Hagenburger Kanal                                       | 37214687 |                |
| K 39 52° 24′ 23″ N, 9° 19′ 22″ O                            | Brücken über Mordgraben und Westaue                                       | Baudenkmal-Gruppe                                       | 37214886 | BW             |
| K 39 bei km 3,192, Hagenburg 52° 24′ 24″ N, 9° 19′ 21″ O    | Brücke (Bauwerk). (Baudenkmalgruppe: Brücken über Mordgraben und Westaue) | Brücke über den Mordgraben                              | 36237084 | BW             |
| K 39, Hagenburg 52° 24′ 23″ N, 9° 19′ 22″ O                 | Brücke (Bauwerk). (Baudenkmalgruppe: Brücken über Mordgraben und Westaue) | Straßenbrücke über die Westaue (Ortsgrenze zu Wunstorf) | 36237060 | BW             |